# 게히른
게히른 주식회사(일본어: ゲヒルン株式会社 게히룬카부시키가이샤[*])는 일본의 보안컨설팅, 방재정보제공 기업이다. 본사는 도쿄도 지요다구에 있다. 사쿠라인터넷의 완전자회사다.
IT공학자 이시모리 다이키(石森大貴, 1990년생, 미야기현 출신)가 설립한 기업이다. 이시모리는 소학교 6학년 때부터 호스팅서버 서비스를 운영하는 등 어려서부터 컴퓨터 네트워크 환경에 정통했으며, 고등학교 2학년 때인 2007년에는 시큐리티 캠프에 참가하고, TV 드라마 《블러디 먼데이》의 크래킹 장면을 블로그에서 고찰한 것으로 인터넷상에서 화제가 되었다. 2008년 시큐리티 프로그래밍 캠프에 강사보조로 참가하게 되어, 이 때 《블러디 먼데이》의 시큐리티 장면 감수를 맡은 사이버디펜스연구소와 교류했다.  이후 츠쿠바 대학에 진학했으나 학업을 등한시하는 것을 보고, 사이버디펜스연구소 관계자가 창업을 권유해 대학 재학중인 2010년 보안컨설팅을 주업무로서 창업하게 된 것이다.
사명 "게히른"은 독일어로 두뇌라는 의미인데, 애니메이션 《신세기 에반게리온》에 등장하는 동명의 조직에서 따온 것이다.
사원은 불과 십수 명으로, 거의 헤이세이 태생의 젊은이들로 구성되어 있다. 금융기관을 비롯한 대기업의 보안진단을 주업무로 한다.
이시모리가 트위터에서 개인적으로 운영하던 방재정보 발신계정 “특무기관 네르프”가 동일본 대지진을 계기로 활성화된 된 것을 계기로, 방재정보 제공을 회사의 주요 사업으로 실시하게 되었다.